# Balclutha chloroptera
Balclutha chloroptera är en insektsart som beskrevs av Melichar 1914. Balclutha chloroptera ingår i släktet Balclutha och familjen dvärgstritar. Inga underarter finns listade i Catalogue of Life.